# Atletismo nos Jogos Paralímpicos de Verão de 2012 - Salto triplo masculino
As competições de salto triplo masculino do atletismo nos Jogos Paralímpicos de Verão de 2012 foram disputadas entre os dias 1 e 8 de setembro no Estádio Olímpico de Londres, na capital britânica. Participaram desse evento atletas divididos em 3 classes diferentes de deficiência. 

## Medalhistas

### Classe F11
| Ouro   | RUS Denis Gulin     |
| Prata  | CHN Li Duan         |
| Bronze | UKR Ruslan Katyshev |

### Classe F12
| Ouro   | AZE Oleg Panyutin   |
| Prata  | AZE Vladimir Zayets |
| Bronze | CHN Dong Hewei      |

### Classe F46
| Ouro   | CHN Liu Fuliang       |
| Prata  | FRA Arnaud Assoumani  |
| Bronze | BLR Aliaksandr Subota |

## F11
| Pos. | Atleta                         | 1     | 2     | 3     | 4     | 5     | 6     | Marca | Notas                |
| ---- | ------------------------------ | ----- | ----- | ----- | ----- | ----- | ----- | ----- | -------------------- |
| 1 !  | RUS Denis Gulin                | x     | 11.48 | 12.91 | 12.58 | 12.81 | x     | 12.91 |                      |
| 2 !  | CHN Li Duan                    | 12.62 | 12.61 | 12.48 | x     | 12.75 | x     | 12.75 | Recorde da temporada |
| 3 !  | UKR Ruslan Katyshev            | 11.71 | 12.11 | x     | 12.50 | 12.21 | 11.76 | 12.50 | Recorde da temporada |
| 4    | USA Elexis Gillette            | x     | 12.29 | 12.39 | 12.19 | x     | 12.37 | 12.39 | Recorde da temporada |
| 5    | ESP Xavier Porras              | 12.19 | 11.88 | 11.59 | 11.89 | 11.91 | x     | 12.19 |                      |
| 6    | GRE Athanasios Barakas         | 11.18 | 11.49 | 11.67 | x     | 11.52 | 11.23 | 11.67 | Recorde da temporada |
| 7    | VEN Óscar David Herrera        | 11.34 | x     | X     | 11.19 | x     | 11.19 | 11.34 | Recorde da temporada |
| 8    | UZB Miran Sahatov              | 11.07 | x     | x     | x     | 10.78 | x     | 11.07 | Recorde da temporada |
| 9    | BRA Luciano dos Santos Pereira | x     | x     | 11.02 | x     | x     | x     | 11.02 |                      |
| 10   | ESP Martin Parejo Maza         | 10.94 | 10.51 | 10.87 | x     | x     | x     | 10.94 | Recorde da temporada |
| 11 ! | RUS Andrey Koptev              |       |       |       |       |       |       | DNS   |                      |

## F12
| Pos. | Atleta                        | 1     | 2     | 3     | 4     | 5     | 6     | Marca | Notas                |
| ---- | ----------------------------- | ----- | ----- | ----- | ----- | ----- | ----- | ----- | -------------------- |
| 1 !  | AZE Oleg Panyutin             | 15,02 | 14,25 | 14,02 | x     | x     | x     | 15,02 | Recorde da temporada |
| 2 !  | AZE Vladimir Zayets           | 14,31 | 15,01 | 14,35 | 14,98 | 14,59 | 14,81 | 15,01 |                      |
| 3 !  | CHN Dong Hewei                | 13,85 | 14,20 | x     | x     | 12,38 | 13,76 | 14,20 | Recorde pessoal      |
| 4    | BLR Siarhei Burdukou          | 13,59 | x     | 13,64 | 13,80 | x     | 14,19 | 14,19 | Recorde pessoal      |
| 5    | KSA Osamah Masaud Al Shanqiti | x     | x     | 14,10 | x     | 13,32 | 13,44 | 14,10 | Recorde da temporada |
| 6    | RUS Evgeny Kegelev            | 13,40 | 13,67 | 13,66 | 13,41 | 13,79 | 13,87 | 13,87 | Recorde pessoal      |
| 7    | UZB Doniyor Saliev            | 13,81 | 13,64 | 13,56 | x     | 13,53 | 13,53 | 13,81 |                      |
| 8    | TPE Liang Keng-Chin           | 13,20 | 13,60 | 13,54 | 13,47 | 13,37 | 13,30 | 13,60 | Recorde pessoal      |
| 9    | UKR Sergii Mykhailov          | 12,14 | x     | 12,96 | -     | -     | -     | 12,96 |                      |
| 10 ! | UKR Ivan Kytsenko             | x     | x     | x     | -     | -     | -     | NM    |                      |

## F46
| Pos. | Atleta                     | 1     | 2     | 3     | 4     | 5     | 6     | Marca | Notas                |
| ---- | -------------------------- | ----- | ----- | ----- | ----- | ----- | ----- | ----- | -------------------- |
| 1 !  | CHN Liu Fuliang            | 15.15 | x     | x     | 14.27 | 15.20 | 14.44 | 15.20 | Recorde mundial      |
| 2 !  | FRA Arnaud Assoumani       | x     | x     | 13.78 | x     | 13.56 | 14.28 | 14.28 | Recorde europeu      |
| 3 !  | BLR Aliaksandr Subota      | 13.50 | 13.66 | 13.56 | 13.89 | 14.00 | 14.00 | 14.00 | Recorde pessoal      |
| 4    | AZE Huseyn Hasanov         | 13.74 | 13.32 | 13.29 | 13.51 | 13.52 | 13.46 | 13.74 | Recorde da temporada |
| 5    | USA Tobi Fawehinmi         | 13.58 | x     | x     | x     | x     | x     | 13.58 | Recorde da América   |
| 6    | MAS Eryanto Bahtiar        | 13.45 | x     | 13.23 | 13.28 | 13.02 | x     | 13.45 | Recorde pessoal      |
| 7    | INA Setiyo Budi Hartanto   | 13.41 | 12.90 | 13.13 | x     | 12.81 | –     | 13.41 | Recorde pessoal      |
| 8    | ESP Antonio Andujar Arroyo | 13.19 | x     | 13.38 | x     | x     | x     | 13.38 | Recorde da temporada |

Legenda
| Recorde mundial      | Recorde mundial (World record)               |                       | Recorde africano                      | Recorde africano (African) |                                           | Q | Classificado por posição (Qualified) |
| Recorde paralímpico  | Recorde paralímpico (Paralympic record)      | Recorde da América    | Recorde da América (Americas)         | q                          | Classificado por melhor tempo (Qualified) |   |                                      |
| Melhor marca do ano  | Melhor marca do ano (World leading)          | Recorde asiático      | Recorde asiático (Asian)              | DNS                        | Não largou (Did not start)                |   |                                      |
| Recorde nacional     | Recorde nacional (National record)           | Recorde europeu       | Recorde europeu (European)            | DNF                        | Não terminou (Did not finish)             |   |                                      |
| Recorde pessoal      | Recorde pessoal do atleta (Personal best)    | Recorde da Oceania    | Recorde da Oceania (Oceania)          | DSQ / DQ                   | Desclassificado (Disqualified)            |   |                                      |
| Recorde da temporada | Recorde da temporada do atleta (Season best) | Recorde sul-americano | Recorde sul-americano (South America) | NM                         | Sem marca (No mark)                       |   |                                      |